# موزه آبکار
موزه آبکار یکی از ساختمان‌های نه چندان قدیمی مجموعه کاخ سعدآباد است. این بنا پیش از انقلاب ۱۳۵۷ کاخ لیلا پهلوی معروف بود. در سال ۱۳۷۳ این بنا به موزه مینیاتور آبکار تبدیل شد. برای شکل گرفتن موزه، زیر نظر معماران سازمان میراث فرهنگی کشور، مختصر تغییری در فضای داخلی آن صورت گرفت و اتاق‌ها به تالارهای موزه تبدیل شد. بنای موزه مینیاتور آبکار، در این مجموعه، در جایی قرار گرفته که چند موزه آن را دربر گرفته‌است، در ضلع شمالی موزه نظامی در ضلع جنوبی موزه بهزاد، در ضلع شرقی فضای سبز و در غرب و جنوب غربی آن کاخ موزه ملت قرار دارد. درب ورودی، درب چوبی است که با الهام از درب‌های دوره قاجار با نقش گره ساخته شده‌است.